# Krokiew (budownictwo)

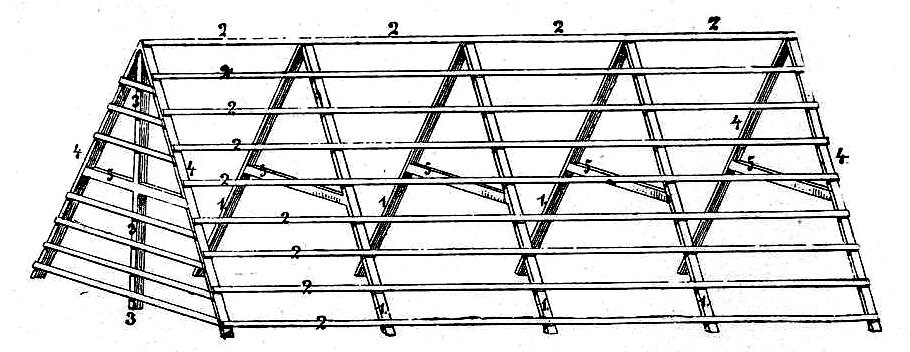
1, 4 – krokwie, 2 – łaty, 5 – jętki

Krokiew – belka dźwigająca bezpośrednio pokrycie dachu, ustawiona prostopadle do okapu. Pochyła belka więźby dachowej, najczęściej drewniana, oparta na murłacie lub oczepie. Do krokwi, zwykle wzmocnionych jętkami, przytwierdza się łaty lub płatwie, na których kładzie się pokrycie dachowe. W budynkach o małej rozpiętości krokwie stanowią nieraz jedyną konstrukcję nośną dachu jednospadowego, w innych rozwiązaniach krokwie mogą wchodzić w skład więzarów dachowych lub tylko podtrzymywać pokrycie dachowe, przekazując jego ciężar na znajdujące się pod nim elementy konstrukcyjne. Przekroje krokwi są zazwyczaj prostokątne. W konstrukcji tradycyjnej stosowano krokwie o wymiarach 7 × 14 cm lub 8 × 16 cm; w konstrukcjach współczesnych zalecane są przekroje bardziej smukłe 5 × 14 cm, 5 × 16 cm, a nawet 5 × 20 cm.
Typy krokwi:
- główna – tworzy ramiona wiązara ciesielskiego
- czołowa – krokiew główna wspierająca krótsze połacie w dachach wielospadowych
- koszowa – podpiera kosz (krokwie kulawkę[1]) dachu wielopołaciowego[2]
- narożna (krawężnica) – podpiera kalenicę narożną dachu wielopołaciowego[2]
- kulawka – w dachu wielopołaciowym krótsza krokiew oparta na krokwi narożnej lub koszowej[1].